# Athetis jezoensis
Athetis jezoensis är en fjärilsart som beskrevs av Matsumura 1931. Athetis jezoensis ingår i släktet Athetis och familjen nattflyn. Inga underarter finns listade i Catalogue of Life.